# Везер
Ве́зер (нім. Weser) — річка у Німеччині, тече у північному напрямку, перетинаючи Німецьке середньогір'я і Північнонімецьку низовину.
Свою назву має починаючи від міста Ганноверш-Мюнден, де зливаються обидва її витоки Верра і Фульда.
Біля Бремергафену Везер впадає у Північне море.
На всьому своєму перебігу Везер є Федеральним водним шляхом

і протікає через федеральні землі Гессен, Північний Рейн-Вестфалія, Нижня Саксонія і Бремен.
До її сточища відносять також річки Тюрингії та Саксонії-Ангальт.
Довжина річки — 451 км.

Спільне походження назв річок Везер і Верра вказуює на те, що сьогоденну Верру колись
вважали верхньою течією Везера, як довшу твірну, а коротшу Фульду навпаки тільки притокою.
Чіткий поділ назв Везер і Верра з'явилося лише в перехідній, від середньовічної до сучасної, німецькій мові.

## Походження назви
Латинська форма Visurgis у Тацита дозволяє розкрити значення німецького слова Visuri і його родового відмінка Visurjos.
Ця назва, як і французької Vézère (притока Дордоньї) і Vesdre в Бельгії (приплив Ourthe, в 915 також називалася Wesere), походить від індоєвропейського кореня * u̯eis-
«текти, розтікатися», який є майже у всіх індоєвропейських мовних групах — особливо у кельтській, германській, романській та балтійських мовах.

Річками з таким же походженням як Везер/Верра є Вішера у Новгородській області, La Vis у Франції, Wear (від * Visuria) у Північній Англії, Vesouze (притока Meurthe), Wiesaz у Вюртемберзі,
Vesonze в Уельсі, Visance у Франції, Orne, Bisenzio в Етрурії, Besançon у Франції, Viešintà в Литві, Visa у Норвегії і Швеції, а також Vistula, сьогодні Wisła.

З VIII століття, як для Везера, так і для Верра, передавалися з покоління в покоління старогерманську форму назви, як наприклад, Wesera, Wisura, Wisera, Wisora, Wisara,
також і з додаванням -aha — «текуча вода» — Wiseraha або Wisuraha.
Ще у Адама Бременського було зазначено в 1075 однозначно: «Найвизначнішими річками Саксонії є Ельба, Зале і Wisara, яку зараз називають також Wissula або Wirraha».
Таким чином можливо припустити, що стосовно Везера і Верра у давнину мовили про одну й ту ж назву, а вже з плином часу через регіональні мовні відмінності відбулося понятійний поділ верхньої течії від решти річки, де були прирівняні /sr/ та /rr/.
На користь такого припущення говорить той факт, що межа між нижньо-
і верхньонімецьким мовним простором проходила майже точно біля Ганн. Мюндену, і з верхньонімецька форми Wirra розвинулася форма Werra. Нижньонімецька форма de Wersern або de Werser містить і сьогодні обидві приголосні у середині.
Тільки у сучасній літературній німецькій назви Werra і Weser чітко розділені і
застосовуються для позначення верхньої і відповідно нижньої течії однієї і тієї ж річки.

## Течія річки

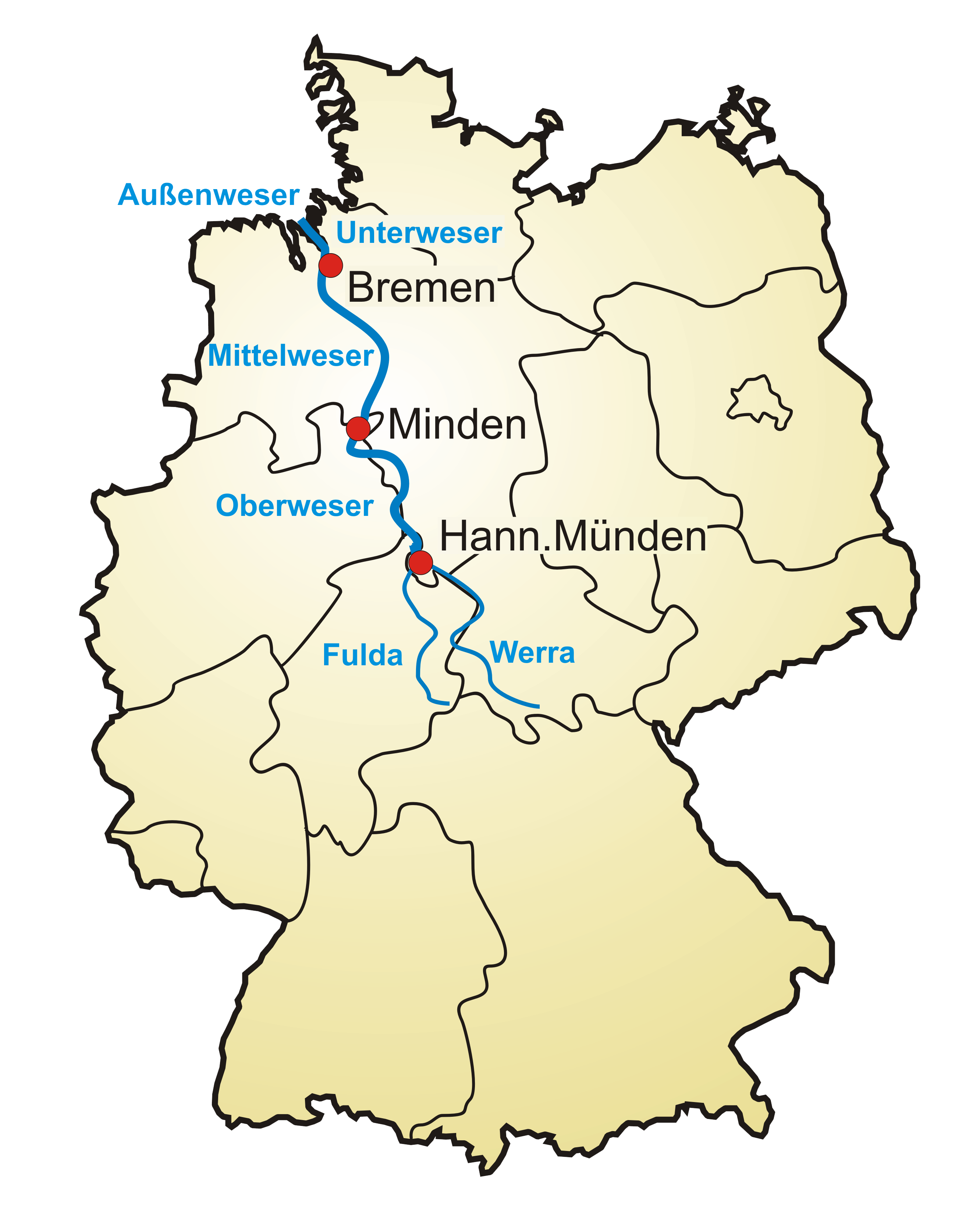

### Витоки

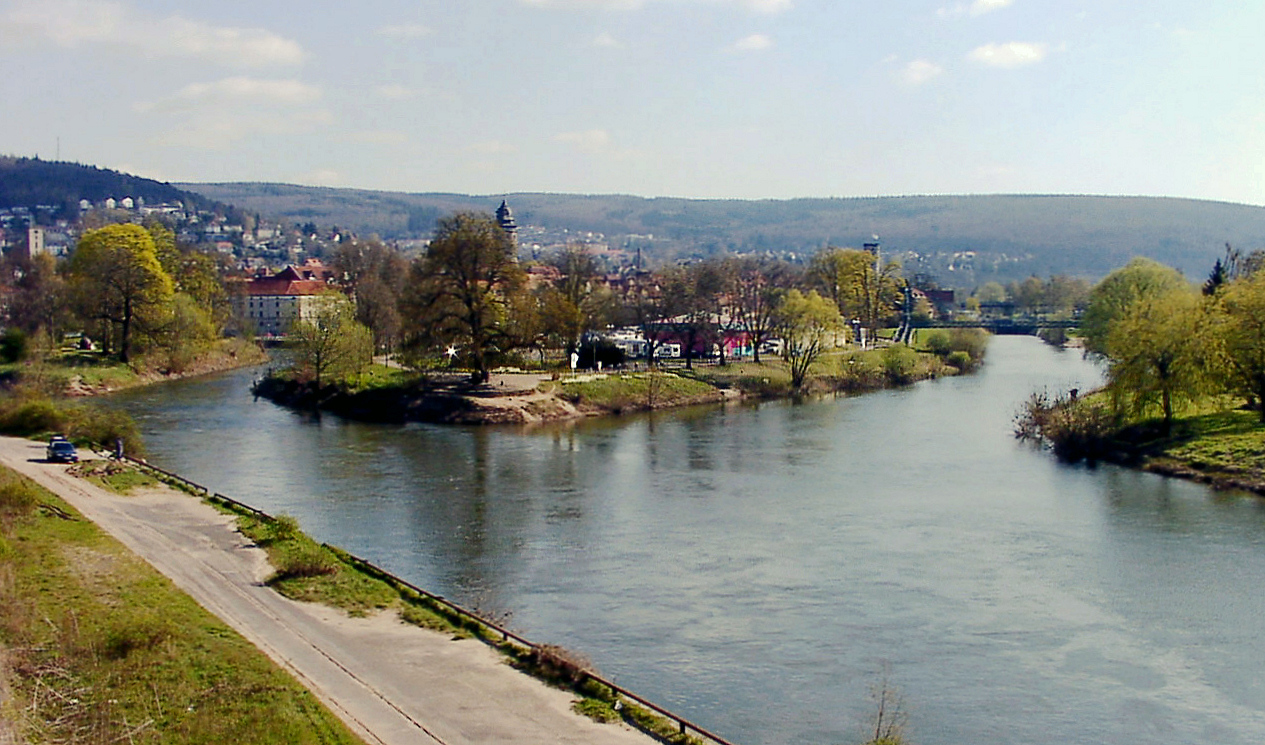
Злиття Верра та Фульди у Мюндені; на обрії Кауфунгерський ліс

Верра (довжиною 292 км) і Фульда (довжиною 218 км) в Ганн. Мюндені зливаються у Везер. Там на північній частині острова Фульда  Tanzwerder  з 1899 р встановлено камінь (Weserstein) з написом німецькою мовою:
Wo Werra sich und Fulda küssen
Sie ihre Namen büssen müssen,
Und hier entsteht durch diesen Kuss
Deutsch bis zum Meer der Weser Fluss.

 Hann. Münden, d. 31. Juli 1899" 
Напис на камені Weserstein
В перекладі на українську: 
  Там, де цілуються Верра і Фульда, 
 їм доведеться поплатитися своїми іменами. 
 І тут в результаті цього поцілунку виникає 
 Німецька до моря річка Везер. 
 Ганн. Мюнден 31 липня 1899 р 
 Напис на камені  Weserstein 

### Обервезер (Верхній Везер)

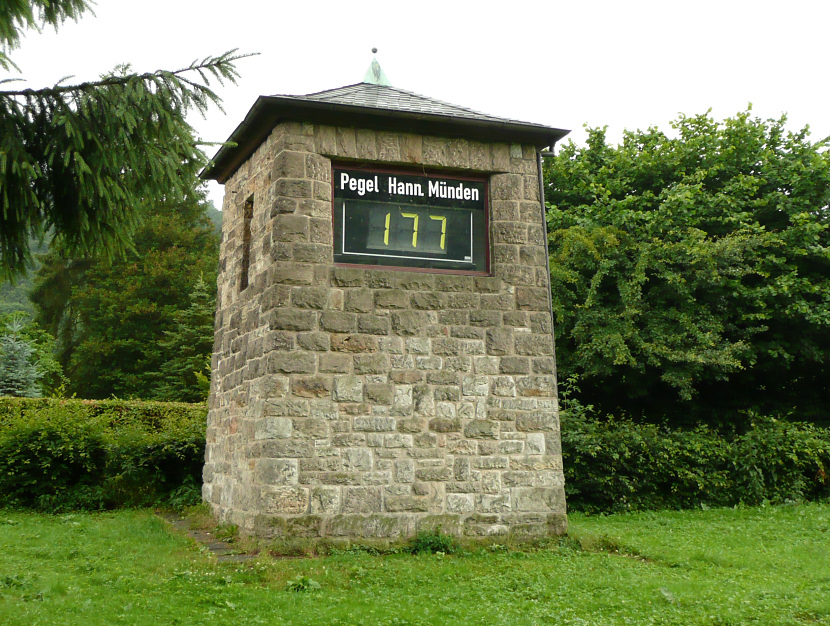
Рівень Везера біля Ганн. Мюнден

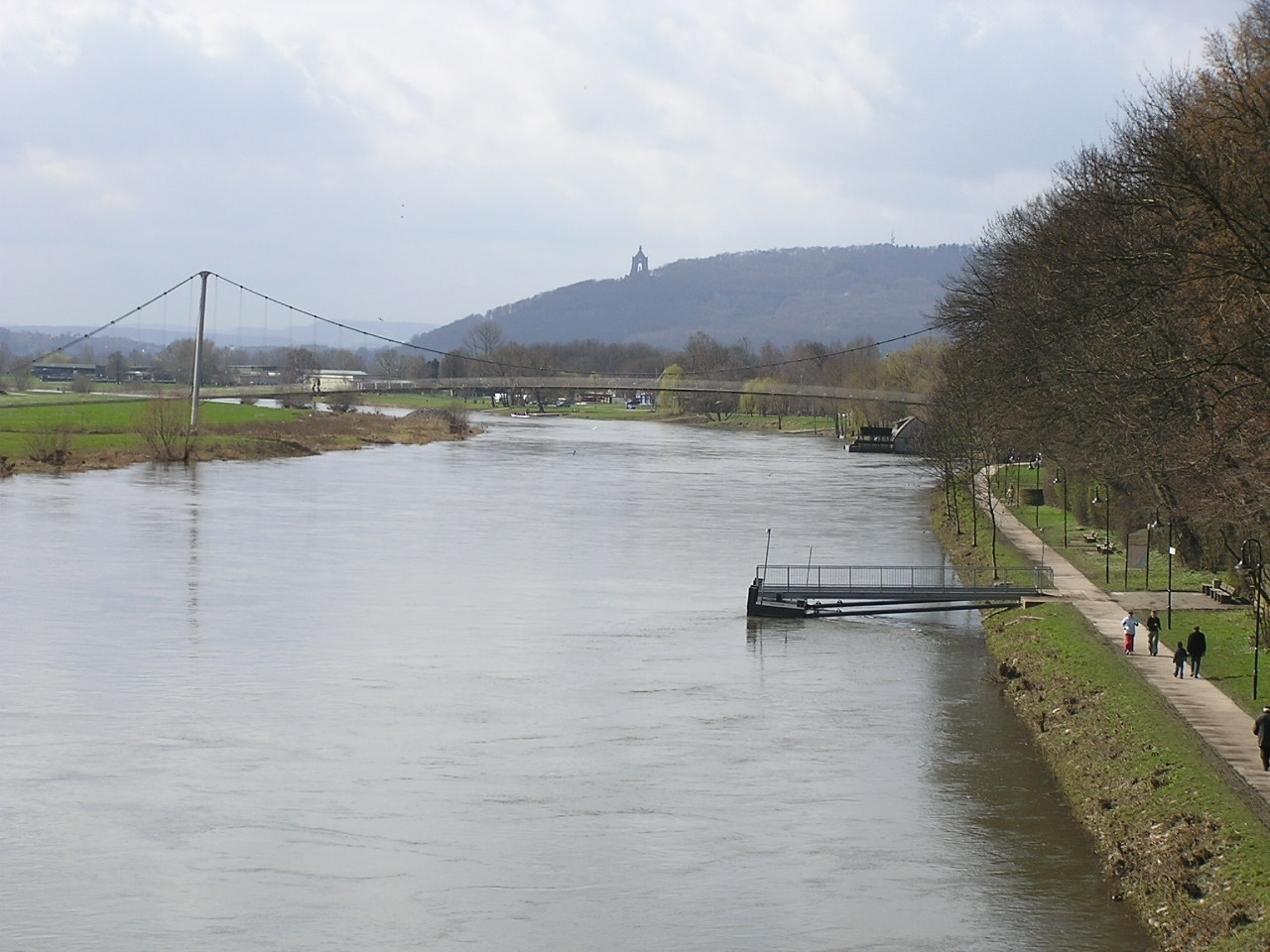
Porta Westfalica з пам'ятником кайзеру Вільгельму

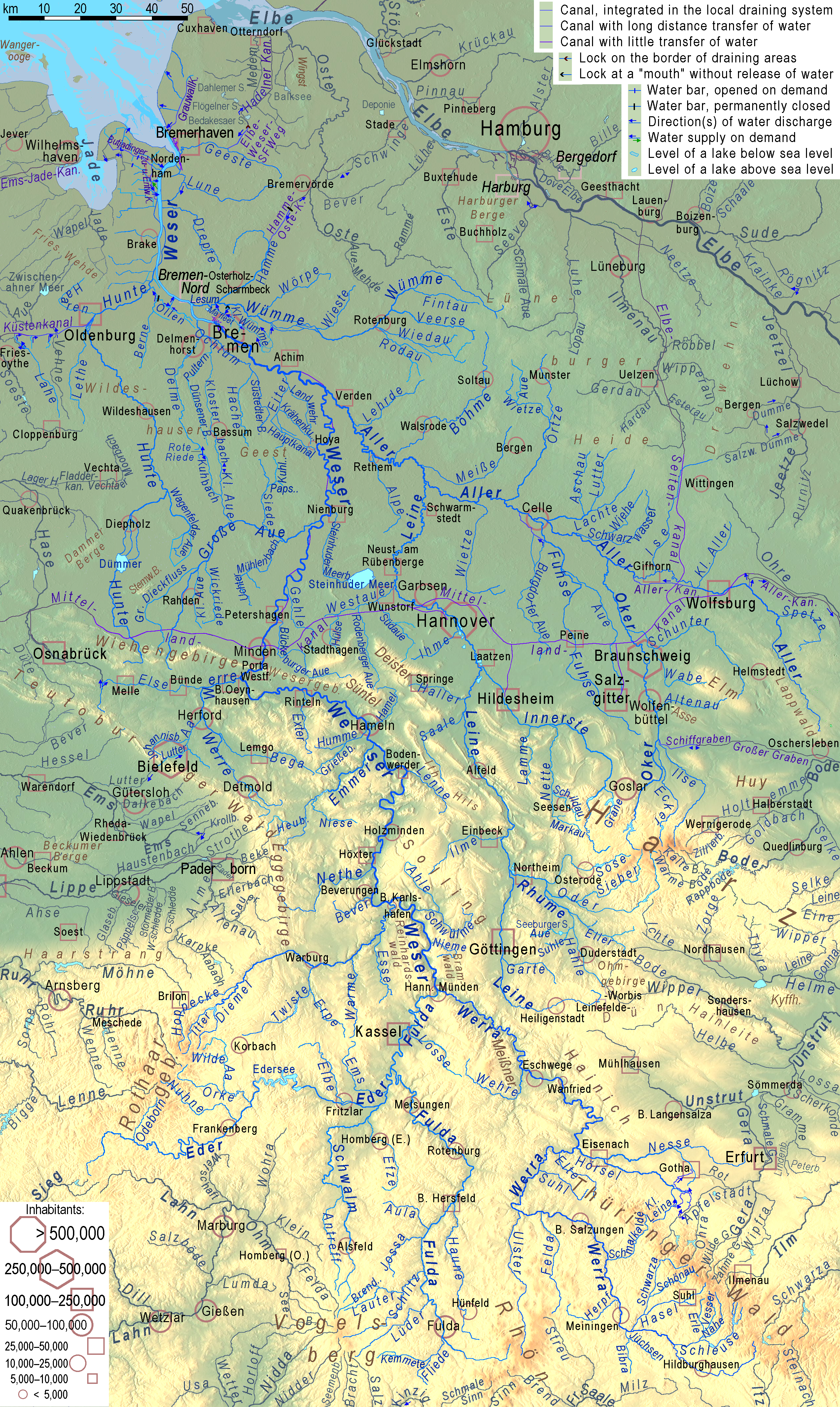
Везер і притоки

У Ганн. Мюнден знаходиться нульова точка обчислення кілометражу водних шляхів на Везер.
Рівень води тут розташовується на висоті 116,5 м над рівнем моря.
Під назвою Обервезер річка тече в долині Обервезер (Верхнього Везера) до Порта Вестфаліка (Вестфальска Брама), перетинаючи Везербергланд.
Схили долини Верхнього Везера переважно покриті лісами.
У багатьох місцях відбувався і здійснюється видобуток строкатого пісковику,
з якого споруджені численні історичні споруди.
Багато населених пунктів мають фахверкові споруди з поступовим переходом від гессенського до нижньо-саксонсько-вестфальського способу будівництва. Від Ганн. Мюнден до Бад-Карлсхафена на великій відстані Везер є межею між Нижньою Саксонією і землею Гессен, звідти і далі за Гольцминден є частково межею між Нижньою Саксонією і Північний Рейн-Вестфалія.
В решті-решт вона тече по території Нижньої Саксонії, а потім нижче Рінтельну по території Північного Рейну-Вестфалії.
У Мюнден починається долина Обервезер-Дурхбрухсталь, що спочатку прямує між Рейнгардсвальдом і Брамвальдом у північному напрямку, різко повертаючи у Кальберга перед Золлінгена на захід.
Між Рейнхардсвальдом і Золлінгеном Везер прорив навколишню місцевість майже на 300 м завглибшки.
Він протікає через Карлсгафен і Ганноверські скелі і у південно-західній частині Золлінгена повертає на північ.
Долина у декількох місцях розширюється, наприклад, у Гекстера, Гольцмінден і між Гамельні і Рінтельн, залишаючись у решті місць такою ж вузькою з крутими схилами, як в «Рюльській Швейцарії».
Між Гольцміндені і Боденвердер Везер тече через височини і гори Бургберг і Фоглер, що як і Золлінген є складовою національного парку-заповіднику.
На північ від Боденвердер Везер перетинає національний парк-заповідник Везербергланд Шаумбург-Гамельн.
У Гамельні знаходиться єдина загата Обервезер, що перекриває на відміну від греблі не всю долину.
Вона є одночасно найстарішою загатою на всій річці, походить від з середньовічної млинової загати.
Нижче Гамельна річище все більше повертає у західному напрямку, у Флото потім знову на північ.
Після впадання Верра Везер протікає крізь коротку долину завглибшки приблизно 200 м Вестфальскої Брами
між Везергебірге і Віенгебірге (відмітка 199 км Везера, рівень води приблизно 40 м вище рівня моря) і виходить на простори Північнонімецької низовини, відсікаючи при цьому невелику східну частину національного парку Північний Тевтобурзький ліс-Віенгебірге, що простягається від далекого Тевтобурзького Лісу через Віенгебірге і майже до Бюккебургу, досягаючи Везергебірге.

### Середній Везер
Біля північної околиці Міндена річку Везер перетинає Середньонімецький канал.
Від місця цього перетину водних шляхів згідно з визначенням Департаменту водних шляхів і судноплавства річка отримує найменування Середній Везер.
З географічної точки зору іноді межу між Верхнім і Середнім Везером називають Порта Вестфаліка.
До Шлюссельбургу він протікає по землі Північний Рейн — Вестфалія, далі від Штольценау по землі Нижня Саксонія.
Цю частину Північнонімецької низовини називають Везерською низовиною, яку до Гойа називають також долиною Середнього Везера.
Середній Везер регулюється сім'ю загатами і кілька укорочений каналами шлюзів.
Найбільшими містами у переважно сільськогосподарському регіоні Середнього Везера між Мінденом і Бременом є
Петерсхаген, Нінбург, Ферден і Ахім.
В 1919—1922 роках бременський інженер-гідробудівники Людвіг Платі запропонував громадськості план каналу, що мав прямувати від Брамше до Штаде.
Цей Ганзейський канал мав перетинати Везер біля Агима.
В 1950-і роки від цих планів остаточно відмовилися.
З гідрографічної точки зору Середній Везер закінчується у Гемелінгерської греблі у Бремен-Гаштедте біля позначки 362,3 км і при рівні води 4,5 м над рівнем моря вище греблі.

## Нижній Везер (Унтервезер)

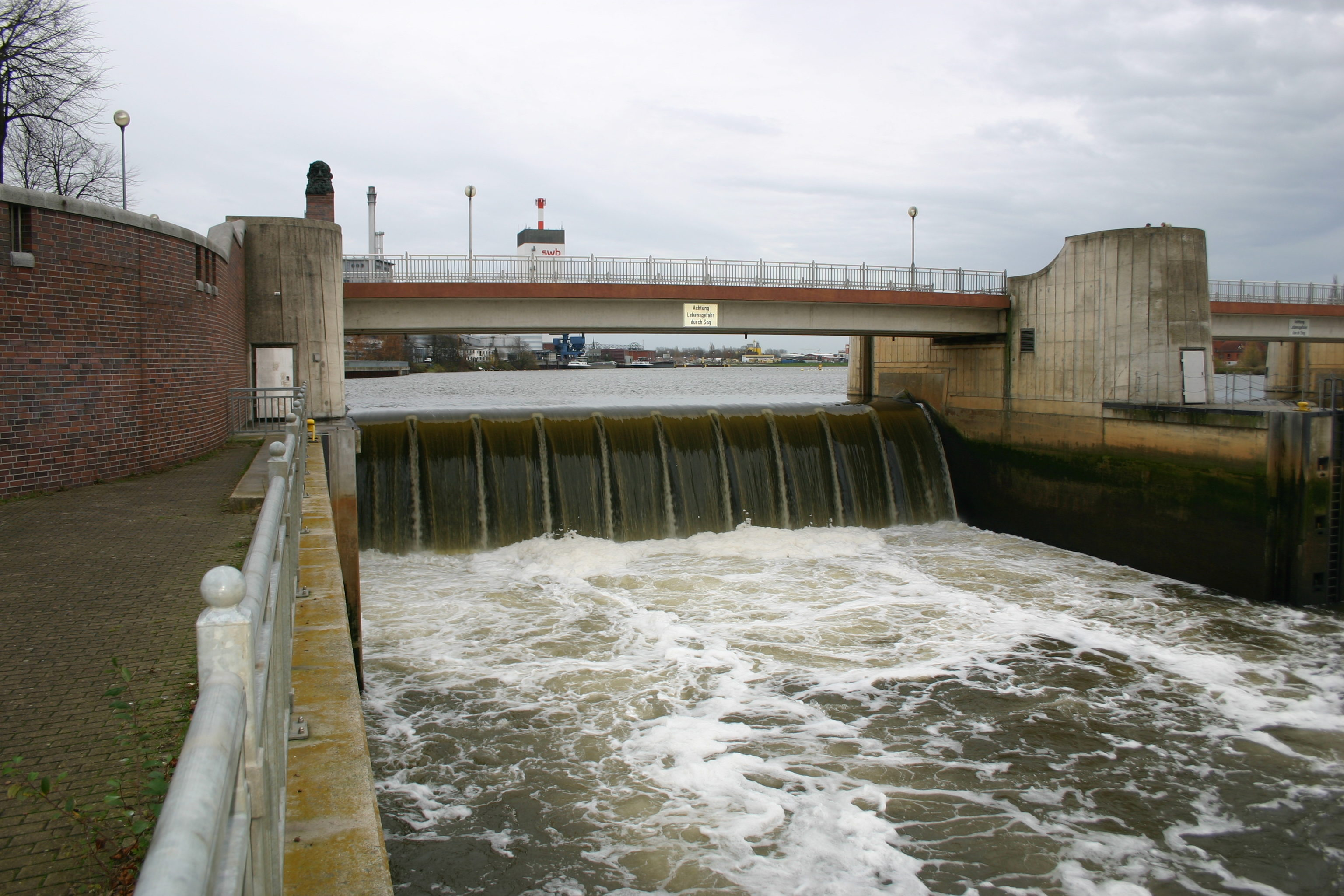
Гребля на Везері у Бремен-Гаштедті

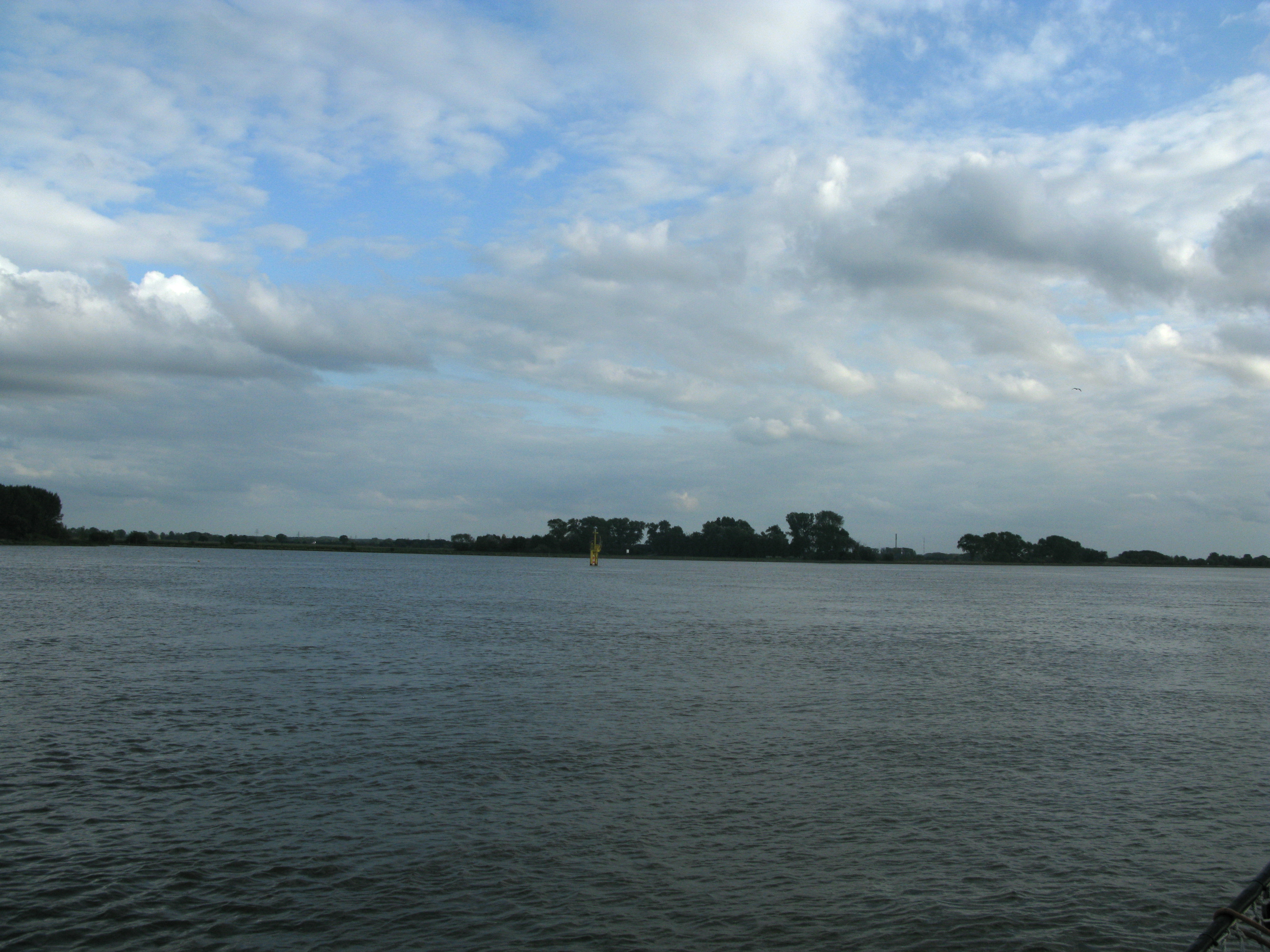
Колишній острів Ферплате

Ділянка річки, що зазнає дію припливів і відливів від Гемелінгер-Везервер до самого гирла у Північному морі має назву Нижнім Везером (Унтервезер). Розмітка відстаней внутрішнього водного шляху, проте, у зоні дії припливів і відливів Нижнього Везера доходить до 50 м нижче моста Вільгельма Кайзена, найменованого на честь німецького політика.
Тут біля позначки Везера 366,72 км, де з 13 століття міст через Везер відзначав верхній кінець морського судноплавства, знаходиться нульова точка розмітки відстаней Нижнього Везера.
З 1867 р внутрішній річковий судноплавний шлях перетворюється на морській, правда, тільки біля мосту Везербан біля позначки Нижнього Везера 1,375 км.
Приплив в Бремені, через випрямлення річища та інших заходів піднявся з 0,73 м до приблизно 4 м
(при низькому рівні води на 1 м вище нуля, при високій воді на 5 м вище нуля.)

Нижній Везер протікає спочатку через землю Бремен, потім через землю Нижня Саксонія.
У Бремергафені біля гирла Геесте, біля позначки Нижнього Везера 65 км, закінчується Нижній Везер і починається Зовнішній Везер.